# Ecliptopera relata
Ecliptopera relata es una especie de polilla de la familia Geometridae. La especie fue descrita por primera vez por Arthur Gardiner Butler en 1880 con distribución en el noreste de Himalaya, Arunachal Pradesh (India) y Nepal.